# José A. Terry
José Antonio Terry (né à Bagé, au Brésil, le 31 octobre 1846 - mort à Buenos Aires, le 8 décembre 1910, est un avocat, journaliste, financier et homme politique argentin. Ministre des Finances des présidents Luis Sáenz Peña, Julio Argentino Roca et Manuel Quintana.

## Biographie
José Antonio Terry Costa est le fils de José Antonio Mariano Terry et de Sotera Costa, et neveu du général Jerónimo Costa. Après des études de droit à l'université de Buenos Aires, il obtient son doctorat en 1871 avec une thèse sur la « Citoyenneté ».

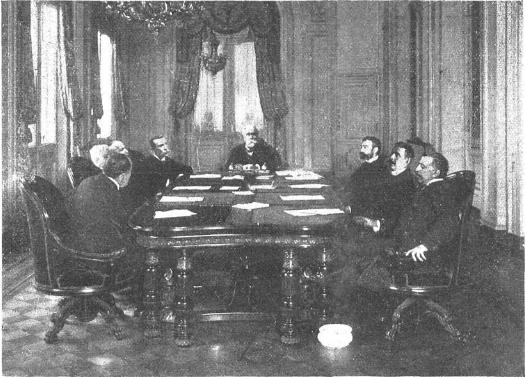
Première réunion du Cabinet du président Quintana, le 17 octobre 1904.

Il commence sa carrière comme journaliste pour les quotidiens La Prensa, La Discusión et La Nación. Il occupe un poste à la Banco Hipotecario Nacional, à la Caja de Conversión et à la Dirección de Ferrocarriles.
Il est député et sénateur de la Province de Buenos Aires.
Au milieu de l'instabilité politique de son gouvernement Luis Sáenz Peña, il est nommé ministre des Finances en août 1893. Il stabilise la crise financière, en menant une politique d'austérité et de prudence. Bien que sa gestion ait été considérée comme méritoire, la crise politique entraîne la démission de Sáenz Peña et de tout son cabinet en janvier 1895.
En 1902, il est rappelé au ministère des Finances une deuxième fois, par le président Julio Argentino Roca. Au terme du mandat de celui-ci, et après l'accession à la présidence de son successeur Manuel Quintana, Terry garde la charge de ministre des Finances, jusqu'à son décès à Buenos Aires en 1910. Son corps repose dans le cimetière de La Recoleta de cette ville.